# مقهى القانون
مقهى القانون (بالكورية: 법대로 사랑하라)؛ هو مسلسل تلفزيوني كوري جنوبي، من بطولة إي سيونغ جي ولي سي يونج. المسلسل مبني على رواية شهيرة على الإنترنت للكاتبة نوه سيونغ آه، التي سجلت أكثر من 25 مليون مشاهدة. تم إعادة صياغة هذا العمل لمسلسل بواسطة ايم جي اون. عرض على قناة كي بي إس 2 من  5 سبتمبر إلى أكتوبر 2020. بث كل يومي الاثنين والثلاثاء.

## القصة
تروي قصة حب كيم جيونغ هو (لي سيونغ جي)، المدعي العام السابق المعروف باسم «الوحش العبقري» ، وكيم يو-ري (لي سي-يونغ)، ملكة جمال كوريا السابقة التي أصبحت محامية، وتدير مكتب محاماة. 

## طاقم

### رئيسي
- اي سيونغ جي في دور كيم جيونغ-هو[9]

المدعي العام السابق المعروف باسم الوحش العبقري، وهو حاليًا صاحب مبنى يضم مكتب محاماة يوجد به أيضًا مقهى.
- لي سي يونغ في دور كيم يو-ري[9]

محامية جميلة ذات شخصية غريبة بعض الشيء.  فتحت مقهى القانون بعد استقالتها من شركة هوانج آند جو للمحاماة.

### دور داعم
- كيم سيول-جي في دور هان سي-ايون[10]

ضابطة شرطة كانت صديقًا لكل من كيم جيونغ-هو و كيم يو-ري طوال الـ 17 عامًا الماضية. إنها جريئة وصريحة.
- اوه دونغ-مين في دور دو جين-كي[11]

طاهي مطعم وزوج هان سي ايون.
- أهن جونغ سو في دور سيو اون-كانغ[12]

باريستا بوجه وسيم.
- غو هان-تشول في دور لي بيون-وونغ[13]

ممثل شركة دوهان للإنشاءات وهو الابن لغير شرعي للرئيس لي.
- جانغ هاي-جين في دور كيم تشون دايك[14]

## المشاهدات
| الموسم | الموسم | رقم الحلقة | رقم الحلقة | رقم الحلقة | رقم الحلقة | رقم الحلقة | رقم الحلقة | رقم الحلقة | رقم الحلقة | رقم الحلقة | رقم الحلقة | رقم الحلقة | رقم الحلقة | رقم الحلقة | رقم الحلقة | رقم الحلقة | رقم الحلقة | المتوسط |
| الموسم | الموسم | 1          | 2          | 3          | 4          | 5          | 6          | 7          | 8          | 9          | 10         | 11         | 12         | 13         | 14         | 15         | 16         | المتوسط |
| ------ | ------ | ---------- | ---------- | ---------- | ---------- | ---------- | ---------- | ---------- | ---------- | ---------- | ---------- | ---------- | ---------- | ---------- | ---------- | ---------- | ---------- | ------- |
|        | 1      | 1228       | 1332       | 958        | 983        | 976        | 991        | 1008       | 1086       | 1158       | 1080       | 955        | 1124       | 978        | 979        | 950        | 929        | 1045    |

| الحلقات | تاريخ البث     | تقييمات نيلسن كوريا | تقييمات نيلسن كوريا |
| الحلقات | تاريخ البث     | على الصعيد الوطني   | سيئول               |
| ------- | -------------- | ------------------- | ------------------- |
| 1       | 5 سبتمبر 2022  | 7.1%                | 7.4%                |
| 2       | 6 سبتمبر 2022  | 6.6%                | 6.5%                |
| 3       | 12 سبتمبر 2022 | 5.3% (13)           | 5.3% (12)           |
| 4       | 13 سبتمبر 2022 | 6.0%                | 5.8%                |
| 5       | 19 سبتمبر 2022 | 5.5% (13)           | 5.5% (9)            |
| 6       | 20 سبتمبر 2022 | 5.6%                | 5.7%                |
| 7       | 26 سبتمبر 2022 | 5.9% (11)           | 5.9% (8)            |
| 8       | 27 سبتمبر 2022 | 6.5% (7)            | 6.5% (6)            |
| 9       | 3 أكتوبر 2022  | 6.5%                | 6.3%                |
| 10      | 4 أكتوبر 2022  | 6.2%                | 6.3%                |
| 11      | 10 أكتوبر 2022 | 5.4%                | 5.1%                |
| 12      | 11 أكتوبر 2022 | 6.5%                | 6.1%                |
| 13      | 17 أكتوبر 2022 | 5.5%                | 5.4%                |
| 14      | 18 أكتوبر 2022 | 5.8% (7)            | 5.8% (8)            |
| 15      | 24 أكتوبر 2022 | 5.4%                | 5.1%                |
| 16      | 25 أكتوبر 2022 | 5.3%                | 5.2%                |
| المعدل  | المعدل         | 5.9%                | 5.9%                |

## الإصدار
كان من المقرر في البداية عرض المسلسل في 29 أغسطس 2022 ، ولكن تم تأجيله إلى 5 سبتمبر.

## روابط خارجية
- الموقع الرسمي
- مقهى القانون على موقع IMDb (الإنجليزية)
- مقهى القانون على موقع قاعدة بيانات الفيلم (الإنجليزية)
- مقهى القانون على هانسينما